# Marghita
Marghita (Margitta en hongrois, Margarethen am Brettenbach en allemand) est une municipalité roumaine du județ de Bihor, en Transylvanie, dans la région historique de Crișana et dans la région de développement Nord-Ouest.

## Géographie
La ville de Marghita se trouve dans la région historique de Crișana, à 30 km de la frontière avec la Hongrie et à 57 km au nord-est d'Oradea, le chef-lieu du județ de Bihor. Située dans le nord du județ, à la limite avec le județ de Satu Mare, elle se trouve sur la rive droite de la rivière Barcău au point de contact entre les collines Viișoarei les contreforts septentrionaux des monts Apuseni, et la plaine de la Bărcau.
La municipalité est composée de la ville de Marghita et des deux villages suivants (population en 2002) :
- Marghita (15 346), siège de la municipalité ;
- Cheț (1 105) ;
- Ghenetea (800).

## Histoire
Les vestiges les plus anciens qui ont été découverts dans la région remontent à l’âge de la pierre, l’âge du bronze et l’âge du fer. La première mention écrite de la ville de Marghita date de 1216. Elle est connue sous les différents noms de Marghiurita, Margitfalva et Margitta.
La commune, qui appartenait au royaume de Hongrie, en a suivi l'histoire. Pendant le Moyen Âge déjà, Marghita est un centre artisanal important. En 1380, le roi Louis Ier de Hongrie lui donne le droit d'organiser des foires.
Au XVIe siècle, après la bataille de Mohács en 1526, elle est occupée par les troupes ottomanes. Le XVIIIe siècle marque le début du développement moderne de la ville sous la monarchie de Habsbourg.
En 1823, un grand incendie détruit une grande partie de Marghita. Dès 1852, L'abbaye de Melk en Autriche a réuni une importante propriété sur place.
Après le compromis de 1867 entre Autrichiens et Hongrois de l'empire d'Autriche, la principauté de Transylvanie disparaît et, en 1876, le royaume de Hongrie est partagé en comitats. Marghita intègre le comitat de Bihar (Bihar vármegye) et devient le chef-lieu d'un district rural.
À la fin de la Première Guerre mondiale, l'Empire austro-hongrois disparaît et la commune rejoint la Grande Roumanie au Traité de Trianon. Margita est alors une plașa (chef-lieu d'arrondissement) du județ de Bihor.
En 1940, à la suite du Deuxième arbitrage de Vienne, elle est annexée par la Hongrie jusqu'en 1944, période durant laquelle son importante communauté juive est pratiquement exterminée par les nazis. Elle réintègre la Roumanie après la Seconde Guerre mondiale au traité de Paris en 1947.
La commune de Marghita obtient le statut de ville en 1967 et celui de municipalité en 2003.

## Politique
| Période                                  | Période  | Identité            | Étiquette | Qualité |
| ---------------------------------------- | -------- | ------------------- | --------- | ------- |
| Les données manquantes sont à compléter. |          |                     |           |         |
|                                          | 2012     | Dorel Marcel Talpoș | PDL       |         |
| 2012                                     | En cours | Zoltán Pocsaly      | UDMR      |         |

| Parti | Parti                                      | Sièges |
| ----- | ------------------------------------------ | ------ |
|       | Union démocrate magyare de Roumanie (UDMR) | 7      |
|       | Parti national libéral (PNL)               | 6      |
|       | Parti social-démocrate (PSD)               | 4      |

## Religions
En 2002, la composition religieuse de la commune était la suivante :
- Chrétiens orthodoxes, 46,94 % ;
- Réformés, 29,79 % ;
- Catholiques romains, 14,40 % ;
- Pentecôtistes, 3,03 % ;
- Grecs-Catholiques, 2,57 % ;
- Baptistes, 2,45 %.

## Démographie
En 1910, à l'époque austro-hongroise, la commune comptait 6 017 Hongrois (82,15 %), 1 221 Roumains (16,67 %), 34 Slovaques (0,46 %) et 32 Allemands (0,44 %),.
En 1930, on dénombrait 3 959 Hongrois (50,84 %), 1 969 Roumains (25,29 %), 1 611 Juifs (20,69 %), 158 Roms (2,03 %), 39 Slovaques (0,50 %) et 38 Allemands (0,49 %).
En 1956, après la Seconde Guerre mondiale, 5 414 Hongrois (62,07 %) côtoyaient 2 939 Roumains (33,70 %) 268 Juifs (3,07 %), 67 Roms (0,77 %) et 16 Slovaques (0,18 %).
En 2002, la commune comptait 9 167 Roumains (53,01 %), 7 468 Hongrois (43,19 %), 485 Roms (2,80 %), 82 Slovaques (0,47 %) et 33 Allemands (0,19 %). On comptait à cette date 6 158 logements.
En 2011, la commune comptait 51,7 % de Roumains, 44,1 % de Hongrois, 3,5 % Roms et 0,5 % de Slovaques.

## Économie
Marghita est une ville qui a longtemps vécu de l'exploitation du pétrole et de son industrie. Avec le déclin de cette activité, elle a su diversifier ses activités commerciales et industrielles. La construction, les textiles, la fabrication de chaussures sont des activités florissantes.
L'agriculture est également une activité importante de Marghita et la commune dispose de 3 572 ha de terres arables, de 136 ha de vergers, 45 ha de vignes et de 2 242 ha de forêts.

## Communications

### Routes
Marghita est située sur la route nationale DN19B qui se dirige vers Șimleu Silvaniei et le județ de Sălaj à l'est et vers Săcueni et la DN19 à l'ouest.
Autres routes :
- DJ191F vers Buduslău au nord-ouest ;
- DJ191 vers Viișoara, Tășnad et le județ de Satu Mare au nord-est ;
- DJ191 vers Chișlaz et Oradea au sud-ouest ;
- DJ191A vers Tăuteu au sud.

La future autoroute A3 Bucarest-Budapest passera à quelques kilomètres au sud de la ville.

### Voies ferrées
Marghita est desservie par la ligne des Chemins de fer roumains Săcueni-Sărmășag qui permet de rejoindre les villes de Satu Mare, Zalău et Oradea.

## Lieux et monuments
- Marghita, église catholique romaine Ste Marie datant de 1772[9] ;
- Marghita, église réformée des XVIe et XVIIIe siècles[9] ;
- Marghita, église orthodoxe St Jean Baptiste de 1936[9] ;
- Marghita, château Csáky du XVIIIe siècle ;
- Cheț, église orthodoxe datant de 1809[9] ;
- Ghenedea, église orthodoxe datant de 1895[9].

## Jumelages
- Berettyóújfalu (Hongrie)[10]
- Kiskőrös (Hongrie)[10]
- Konyár (Hongrie)